# Studzieniec (województwo lubuskie)
Studzieniec (niem.  Streidelsdorf) – wieś w Polsce położona w województwie lubuskim, w powiecie nowosolskim, w gminie Kożuchów. Wieś typu łańcuchówka ciągnąca się wzdłuż strumienia Mirotka.

## Historia
W latach 1975–1998 miejscowość położona była w województwie zielonogórskim. Dwór znajdujący się we wsi jest ruiną. W miejscowości zachowały się elementy dawnego parku.

### Historia nazw wsi
Stritilisdorf (ok. 1300), Stritilsdorf (1376), Streidelsdorf (1791–1945), Studzielsko (1945–1950), Studzieniec (od 1950).

### Zabytki

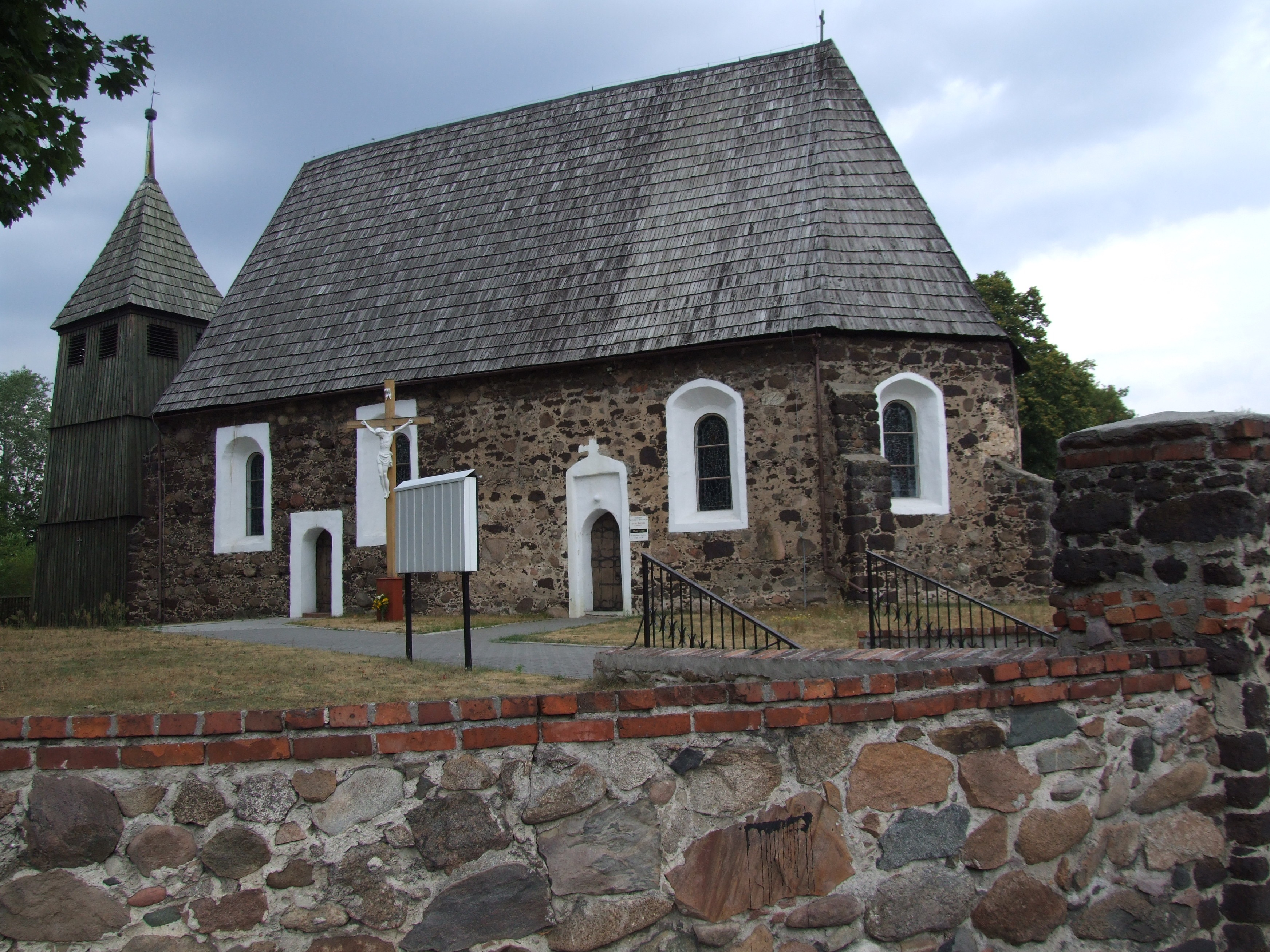
Kościół pw. św. Wawrzyńca w Studzieńcu

Do wojewódzkiego rejestru zabytków wpisane są:
- kościół filialny pod wezwaniem św. Wawrzyńca, gotycki z XIII wieku, 1479 roku, 1908 roku;

- dzwonnica drewniana z 1753 roku;
- zespół pałacowy z XVIII–XIX wieku:
  - pałac z XVI wieku,
  - dwie oficyny,
  - spichlerz,
  - stodoły,
  - park;
- dom nr 1 z połowy XIX wieku;
- budynek gospodarczy z bramą w zagrodzie nr 67, drewniany, z XVIII wieku.

## Demografia
Liczba mieszkańców miejscowości w poszczególnych latach:
| Rok  | Liczba mieszkańców |
| ---- | ------------------ |
| 1998 | 706                |
| 2002 | 709                |
| 2009 | 745                |
| 2011 | 738                |
| 2021 | 672                |

Od 1998 do 2021 roku liczba osób żyjących we wsi zmniejszyła się o 4,8%.